# Zvěřínský zámek
Zvěřínský zámek, německy Schweriner Schloss, je stavba v německém městě Zvěřín (Schwerin), ležící uprostřed Zvěřínského jezera, někdy přezdívaná Neuschwanstein severu. Ačkoli stavební historie místa sahá až do roku 973 a je původně spjatá s Polabskými Slovany, současná podoba zámku pochází především z let 1845-1857. Stavba je významnou ukázkou historismu, konkrétně novorenesance. Architekty byli Gottfried Semper (mj. autor opery v Drážďanech), Friedrich August Stüler (tvůrce Nového muzea v Berlíně) a Ernst Friedrich Zwirner. Vnitřní prostory zámku vytvořil Heinrich Strack. Zámek byl původně sídlem meklenburských vévodů. Ti zámek museli opustit roku 1918. Od roku 1948 v něm prvně sídlil zemský parlament. Německá demokratická republika ho v letech 1952-1981 využívala jako učitelskou školu, poté zde do roku 1993 bylo muzeum. Od toho roku v něm sídlí parlament spolkové země Meklenbursko-Přední Pomořansko.
V roce 2024 byl zámek společně s řadou dalších budov, parků, veřejných prostor v historickém centru města zapsán na seznam světového dědictví UNESCO. Území pod ochranou UNESCO je 174 hektarů. 